# 桐岭站
桐岭站是温州轨道交通S1线的起点站，位于中华人民共和国浙江省温州市瓯海区桐岭方岙村附近，设2个出入口。该站南侧连接桐岭车辆段，南侧设有双渡线、北侧设有单渡线。该站于2019年1月23日随S1线开通一同启用。

## 结构

### 楼层分布
侧式站台2面2线地面车站。
| 2F  | 侧式站台，左边车门将会开启；闸机、客服中心 | 侧式站台，左边车门将会开启；闸机、客服中心 |
| 2F  | █ S1线终点站                               |                                            |
| 2F  | █ S1线往双瓯大道                           |                                            |
| 2F  | 侧式站台，左边车门将会开启；闸机、客服中心 |                                            |
| 1F  | 东侧站厅                                   | 出入口2                                    |
| 1F  | 西侧站厅                                   | 出入口1                                    |
| -1F | 地下通道                                   | 东侧站厅与西侧站厅连接通道（非付费区）     |